# Mario J. Molina
Mario J. Molina (Mexikóváros, 1943. március 19. – Mexikóváros, 2020. október 7.) kémiai Nobel-díjas mexikói tudós.
1995-ben kapott kémiai Nobel-díjat megosztva (a másik két díjazott Paul J. Crutzen és Frank Sherwood Rowland). Témája a légkör kémiája volt, különös tekintettel az ózon keletkezésére és lebomlására.